# كابينا
كابينا هي بلدة تقع في العاصمة روما في إيطاليا .

## السكان
في سنة 1871 بلغ عدد السكان 1٬082 نسمة، وتطور العدد ليصل في سنة 2011 لـ 9٬488 نسمة.
يظهر هذا المخطط البياني تطور النمو السكاني لـ كابينا